# Biyang
Biyang (en chino, 泌阳; pinyin, Bìyáng) es un condado  bajo la administración directa de la Prefectura Zhumadian en la Provincia de Henan, República Popular China.  Su área es de 2345 km² y su población total para 2020 superó los 700 mil habitantes. 

## Administración
Desde octubre de 2024, el  Condado Biyang se divide en 22 pueblos  administrados en 3 subdistritos,  11 poblados y 8 villas.

## Toponimia
El topónimo Biyang se compone de los sinogramas Bi (nombre propio) y Yang (norte), con el significado "el [río] Bi es su Yang «norte»". Muchos lugares de China, en el nombre llevan "Yang" porque están situados al norte de un río (siguiendo la tradición del Feng shui con el Yin y yang).